# Il segno dei due mondi
Il segno dei due mondi (A Trace of Memory) è un romanzo di fantascienza dello scrittore statunitense Keith Laumer, pubblicato nel 1962.

## Storia editoriale
Il romanzo è stato pubblicato per la prima volta a puntate nella rivista Amazing Stories, tra luglio e settembre 1962, èdito in edizione rilegata nel 1963. Il romanzo tratta uno dei temi ricorrenti di Laumer, quello del superuomo, tema che l'autore sfrutterà più volte, inflazionandolo.
In Italia il romanzo è stato tradotto per la prima volta nel 1964 per la collana Urania.

## Trama
Legion è un ex soldato che vive di espedienti. Per evitare l'arresto per vagabondaggio accetta malvolentieri un lavoro offertogli dal ricco signor Foster che ha bisogno di una guardia del corpo e che gli anticipa di dover correre rischi partecipando a un'avventura di cui non gli spiega i dettagli. Foster dall'apparente età di cinquant'anni, gli rivela di avere più di duecento anni ma di non ricordare nulla del suo passato. Alcuni indizi sono contenuti in un indistruttibile taccuino, un diario compilato, per la maggior parte, in un codice segreto. Legion, sospettando di avere a che fare con un folle, pianifica di fuggire dalla villa dove è stato accolto. Durante la notte la casa viene attaccata da misteriosi globi luminosi. I due fuggono fortunosamente in auto, riuscendo a far perdere le tracce ai globi che li inseguono. Foster e Legion si rifugiano in un albergo. La mattina dopo Foster appare ringiovanito ma vittima di amnesia. Legion deve riassumergli gli ultimi eventi. Grazie ad alcuni indizi contenuti nel diario, capiscono che il mistero dei globi risiede a Stonehenge e vi si recano.
Sul sito vengono attaccati nuovamente dai globi luminosi che vengono resi inoffensivi dal raggio di una torcia tascabile. Sotto al complesso di Stonehenge i due scoprono una galleria che porta a un centro di controllo. Trafficando con le apparecchiature, richiamano dallo spazio un'astronave che atterra lì vicino. Caccia militari intervengono sparando. Legion e Foster si rifugiano dentro la navicella che decolla e li trasborda su un'astronave madre nascosta da centinaia d'anni in orbita. Foster grazie a un'apparecchiatura aliena riesce a ritrovare parzialmente la memoria. Proviene dal pianeta Vallon ove gli abitanti hanno sconfitto la vecchiaia. Periodicamente ringiovaniscono ma perdono la memoria, motivo per cui devono effettuare periodici backup dei propri ricordi da salvare all'interno di appositi supporti. Foster decide di tornare con l'astronave su Vallon per ritrovare la memoria completa e scoprire il motivo i globi luminosi hanno tentato di ucciderlo. Legion saluta l'amico e con la navetta torna sulla Terra, atterra di nascosto in Perù. Con se ha portato alcuni ritrovati tecnologici alieni che venderà, diventando ricco.
Tempo dopo, i servizi segreti statunitensi, avversati da quelli russi, interessati alle innovazioni tecnologiche di Legion, lo rapiscono. L'uomo fugge, recupera la navicella e si dirige su Vallon. A bordo dell'astronave trova due supporti di memoria di cui uno di Foster, creduto smarrito. Sbarcato su Vallon, trova la società regredita. Nessuno ricorda più il suo passato e le vecchie tecniche di recupero della memoria, dopo lo spontaneo ringiovanimento, sono diventate un tabù. Legion riesce rapidamente a scalare la catena sociale: a Vallon, infatti, chiunque può sfidare un professionista nel suo campo e, se riesce a superarlo in abilità, ne prende il posto. Se fallisce viene murato vivo fino al suo successivo ringiovanimento. Legion intende sfidare uno dei signori di Vallon ma viene preceduto da un uomo nel quale riconosce Foster; questi viene battuto con l'inganno e portato via. Legion, che ha svelato l'inganno, viene murato vivo. Riesce a liberarsi ma nelle segrete non trova Foster al quale intende restituire il supporto con la sua vecchia memoria. Con l'aiuto di alcuni amici si introduce nel palazzo del signore supremo di Vallon, Ommodurad. Origliando alcuni discorsi scopre che egli è l'unico a ricorrere ai periodici backup di memoria mentre invece tutte le memorie degli abitanti di Vallon sono conservate in un inviolabile deposito. Del sito si è persa la chiave, dopo la scomparsa del legittimo reggente, Qulqulan, avvenuta secoli prima a seguito di un golpe. Ommodurad tenta di estorcere a Foster, in realtà Qulqulan, la chiave di ingresso nel deposito, per accedere alle memorie di tutti i valloniani e consolidare così per sempre il suo potere. Legion si innesta la seconda memoria trovata nella navicella che è quella di un compagno di Foster/Qulqulan che era colui il quale aveva avviato il golpe ai danni dell'amico, tradendolo e finendo ucciso durante lo scontro con il legittimo reggente, avvenuta sulla terra millenni prima.
Grazie alle informazioni assunte, Legion riesce a sconfiggere Ommodurad prima che uccida Foster/Qulqulan. Legion, gravemente ferito, riesce tuttavia a restituire il supporto di memoria all'amico. Legion si risveglia anni dopo nel corpo di Ommodurad. Foster/Qulqulan, presente al suo capezzale, gli spiega che il suo vecchio corpo era irrimediabilmente danneggiato e che al vecchio tiranno era stata cancellata la memoria sovrascrivendola con quella di Legion. Su Vallon la libertà è stata restituita, Foster/Qulqulan è stato riposto sul trono di Vallon e gli abitanti hanno tutti potuto riacquistare le proprie memorie. Legion rimarrà su Vallon e, vivendo nel corpo di un valloniano, anche lui non conoscerà più la vecchiaia.

## Edizioni
- (EN) Keith Laumer, A Trace of Memory 1/3, in Amazing Stories, anno XXXVI n.7, New York, Ziff-Davis Publishing Company, luglio 1962.
- (EN) Keith Laumer, A Trace of Memory 2/3, in Amazing Stories, anno XXXVI n.8, New York, Ziff-Davis Publishing Company, agosto 1962.
- (EN) Keith Laumer, A Trace of Memory 3/3, in Amazing Stories, anno XXXVI n.9, New York, Ziff-Davis Publishing Company, settembre 1962.
- (EN) Keith Laumer, A Trace of Memory, 1ª ed., New York, Berkley Books, 1963.
- Keith Laumer, Il segno dei due mondi, traduzione di Bianca Russo, Urania, n. 337, Milano, Arnoldo Mondadori Editore, 21 giugno 1964.
- (DE) Keith Laumer, Das vergessene Universum, traduzione di Hubert Strassl, Bastei Lübbe Science Fiction Taschenbuch, n. 8, Bergisch Gladbach, Bastei Lübbe, 1972.
- (NL) Keith Laumer, Het ingeblikte geheugen, traduzione di John T.S. Brouwer de Koning, Luitingh SF, n. 199, Utrecht, Luitingh, 1975, ISBN 978-90-245-0244-8.
- Keith Laumer, Il segno dei due mondi, traduzione di Bianca Russo, Urania, n. 691, Milano, Arnoldo Mondadori Editore, 29 Febbraio 1976.
- Keith Laumer, Il segno dei due mondi, traduzione di Bianca Russo, Classici Urania, n. 102, Milano, Arnoldo Mondadori Editore, settembre 1985.
- Keith Laumer, Il segno dei due mondi, traduzione di Fabio Feminò, Urania Collezione, n. 236, Milano, Arnoldo Mondadori Editore, 7 settembre 2022.